# 이글 게임스
이글 게임스(Eagle Games)는 보드 게임 유통사다.
이글 게임스는 글렌 드로버(Glenn Drover)가 2001년에 설립했으며 2007년 그리폰 게임스(Gryphon Games)로 사업을 운영하는 오리건주 애시랜드(Ashland)에 기반을 둔 FRED 디스트리뷰션(FRED Distribution, Inc.)에 인수되었다. 2007년부터 2014년까지 그리폰 게임스와 이글 게임스라는 두 가지 라인으로 게임을 퍼블리싱했다.
현재 켄터키주 레이치필드에 기반을 두고 있으며 현재 이글-그리폰 게임스(Eagle-Gryphon Games)로 알려져 있다. 이글-그리폰 게임스는 빠르고 재미있는 가족용 게임에서 게임 시간이 더 긴 대규모 전략 게임에 이르기까지 다양한 게임 카탈로그로 유명하다.

## 보드 게임
- 잉카의 황금